# Rosendaalstraat
De Rosendaalstraat is een straat in  de buurt Tuindorp Amstelstation, Amsterdam-Oost.

## Naamgever
Het gebied behoorde tot 1921 toe aan de gemeente Watergraafsmeer die toen werd geannexeerd door gemeente Amsterdam. Dit noordwestelijke hoekje werd van Amsterdam en Nieuwer-Amstel (dat ook ten prooi viel aan Amsterdam) gescheiden door de Ringvaart met bijbehorende Ringdijk. Daaraan stond menig buitenplaats van rijke Amsterdammers, maar ook herbergen. Een van die herbergen was Rozendael (Cabaret Rozendael), dat achter een toegangspoort in een bosrijke omgeving lag. Het had als een van de weinige tuinen een tennisbaan of wat daar toen op leek. Even verderop lag de Maliebaan (speelveld). Die Herberg Rozendael lag ingeklemd tussen de Schagen- en Pauwenlaan aan de ringdijk ter hoogte van de Schollenbrug/Schulpbrug. Een van de bezoekers typeerde het als volgt: "Het boomrijk Rosendael wordt met het lief’lijk nat (…) een lustbanket voor ’t oog en tong”. Desalniettemin werd de herberg rond 1809 gesloopt.

## Straat
De straat kreeg haar naam per raadsbesluit van 9 juli 1947 en werd vernoemd naar de herberg. Het gebied van dit deel van de Watergraafsmeer stond vanaf de annexatie door Amsterdam nog minstens tot 1946 leeg. Het Woningbedrijf Amsterdam kreeg toestemming een wijk met duplexwoningen uit de grond te stampen. Alle woningen uit de wijk lijken dan ook op elkaar. De Rosendaalstraat vormt een soort cirkelsegment door de wijk. Gedurende haar loop maakt ze een hoek van negentig graden. Een deel van de huizen volgt het stratenpatroon, maar in het noorden staat een aantal blokjes woningen die in een rechte hoek op de straat staan. Opvallend is dat de huisnummers op de strekkende kant aan de Rosendaalstraat liggen; de noordelijke kopse kant heeft eigen adressen aan het IJslandtpad (vernoemd naar een hofstede, op terrein van het latere Frankendael, de hofstede is eveneens begin 19e eeuw gesloopt). De straat begint aan de Starrenboschstraat en eindigt op de Fahrneheitsingel; via brug 435 gaat de Rosendaalstraat over in de Von Guernickestraat in De Wetbuurt, waar alle straten vernoemd zijn naar wetenschappers. 

## Afbeeldingen

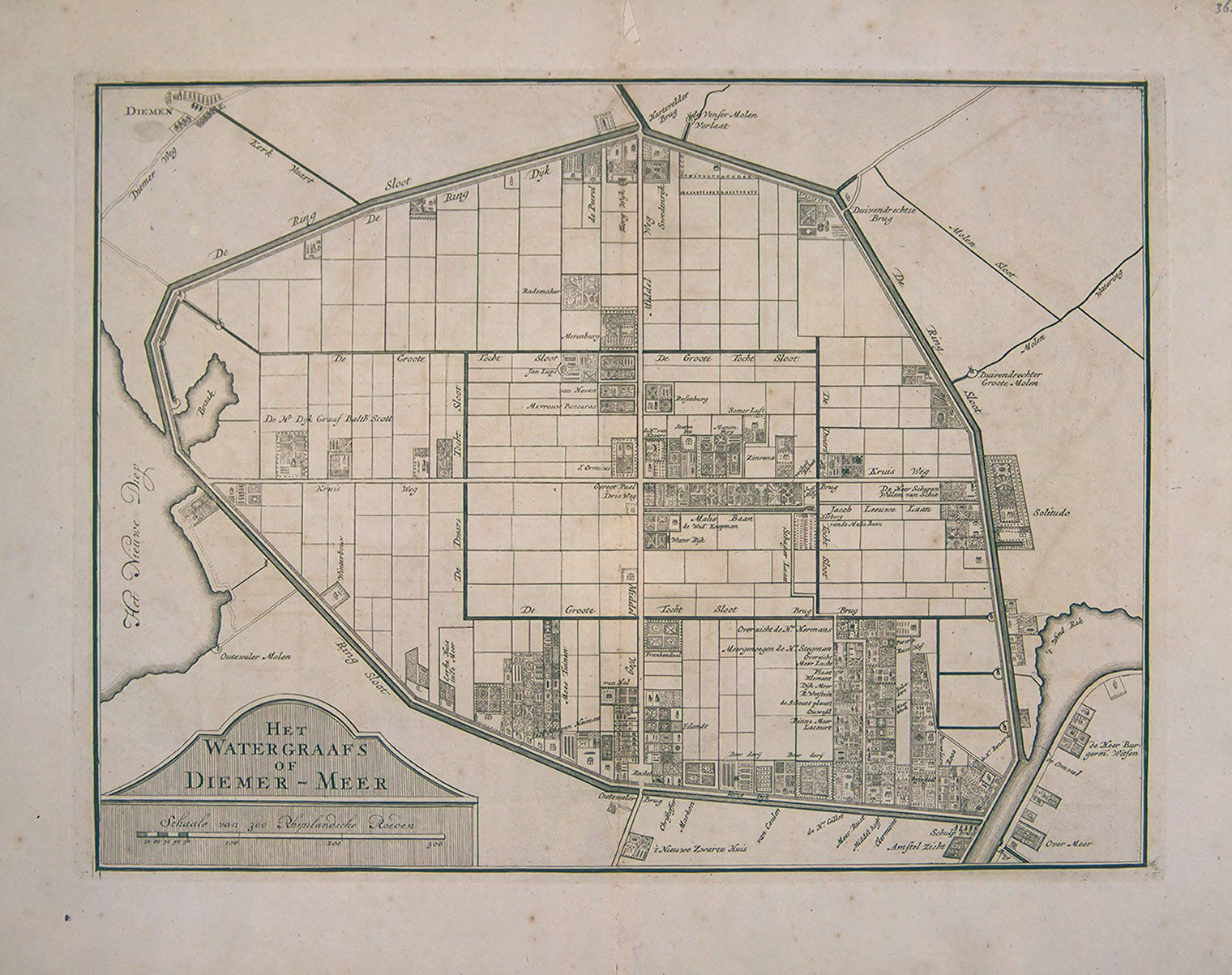
Kaart Watergraafsmeer met rechts onder Rosendaal langs ringvaart (begin 18e eeuw)
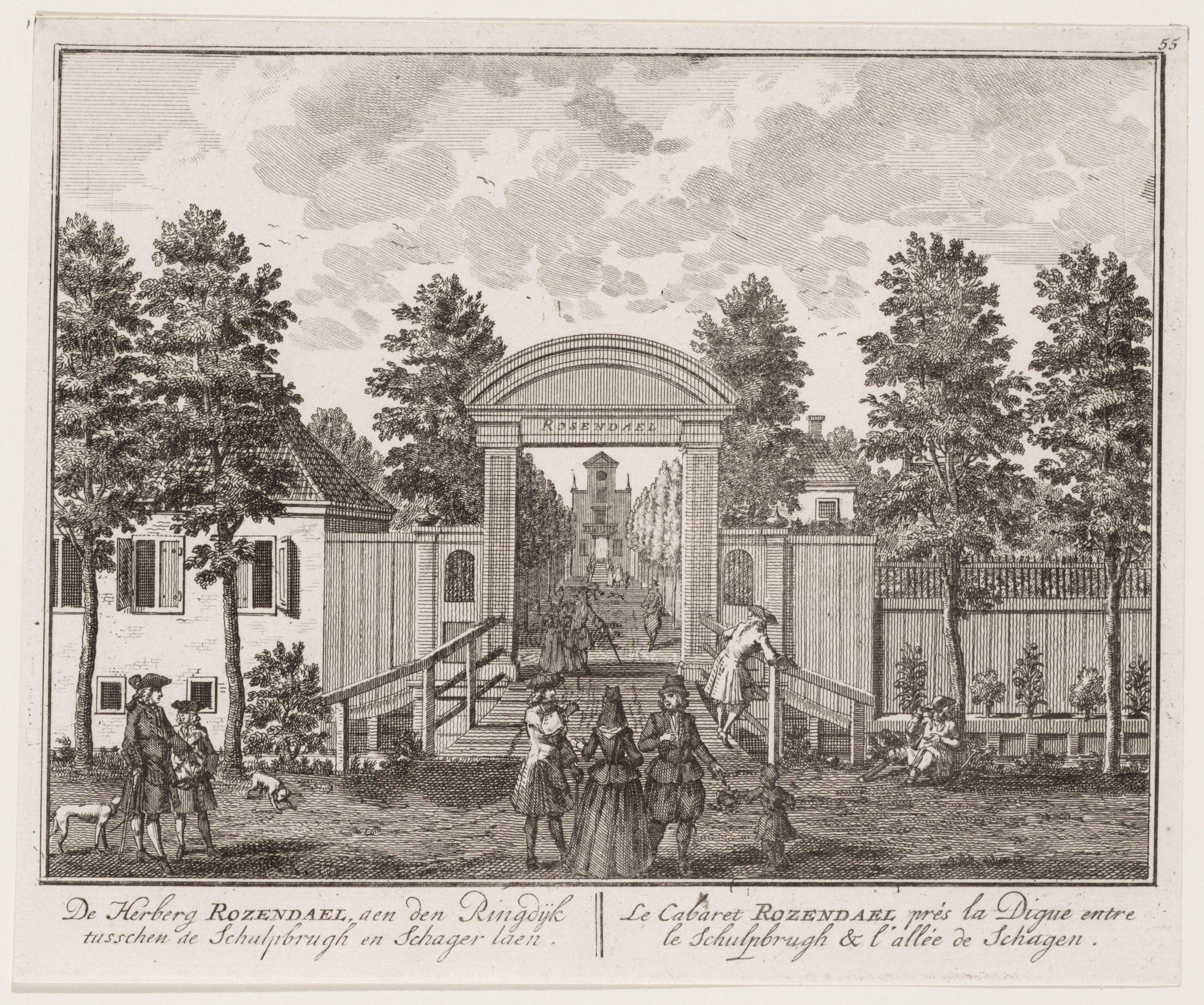
Daniël Stoopendaal met Herberg Rozendael (circa 1725)
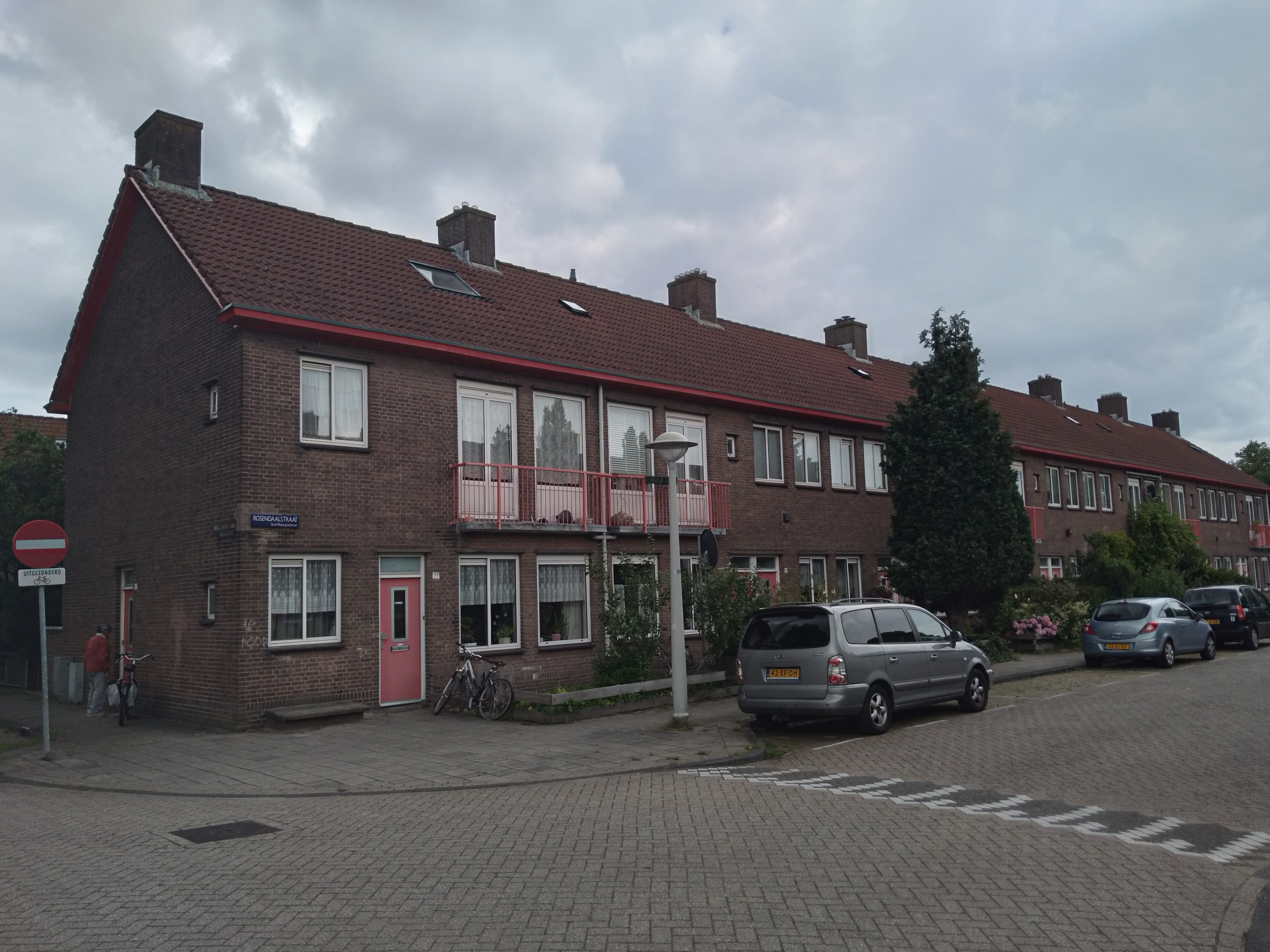
Blokje Rosendaalstraat 77-89 met ook aan de kopse kant een ingang (juli 2021)